# گیل بورمن
گیل برمن (انگلیسی: Gail Borman؛ زادهٔ ۲۵ آوریل ۱۹۶۳) یک بازیکن فوتبال است.
وی سابقه عضویت در تیم ملی فوتبال زنان انگلستان را داراست.